# أرسين تليخوغوف
أرسين تليخوغوف (3 نوفمبر 1976 في روسيا - ) هو لاعب كرة قدم روسي وكازاخستاني في مركز الهجوم. شارك مع منتخب كازاخستان لكرة القدم. أما مع النوادي، فقد لعب مع نادي أستانا ونادي كايرات وFC Bukhara ‏ وFC Lokomotiv Nizhny Novgorod ‏ وFC Avtozapchast Baksan ‏ وكريستال سمولينسك ‏ وFC Aruan Nartkala ‏ وسبارتاك نالتشيك وFC Zhenis ‏ وأوكزهيتبيس ‏.

## روابط خارجية
- أرسين تليخوغوف على موقع قاعدة بيانات كرة القدم.إي يو (الإنجليزية)
- أرسين تليخوغوف على موقع ناشيونال فوتبول تيمز (الإنجليزية)
- أرسين تليخوغوف على موقع Soccerway.com (الإنجليزية)